# Караван (Берестинський район)
Карава́н — село в Україні, у Берестинському районі Харківської області. Населення становить 1068 осіб. Орган місцевого самоврядування — Караванська сільська рада.

## Географія
Село Караван знаходиться на відстані 4 км від річки Вільхуватка (лівий берег). На відстані 2 км розташоване село Стулепівка (Харківський район). По селу протікає кілька пересихаючих струмків з загатами. Поруч проходить залізниця, найближча станція Караван за 3 км. Є ще одна станція — Станиця, відстань 1 км від села.

## Історія
Село засноване в першій половині XVIII століття.
За даними на 1864 рік у казенній слободі Валківського повіту Харківської губернії мешкало 2203 особи (1132 чоловічої статі та 1071 — жіночої), налічувалось 315 дворових господарств, існувала православна церква.
Станом на 1885 рік у колишньому державному селі, центрі Караванської волості, мешкало 1995 осіб, налічувалось 407 дворове господарство, існували православна церква, школа й лавка, відбувався щорічний ярмарок.
За переписом 1897 року кількість мешканців зросла до 3051 особи (1513 чоловічої статі та 1538 — жіночої), з яких всі — православної віри.
Станом на 1914 рік кількість мешканців зменшилась до 2974 осіб.

## Населення
Згідно з переписом УРСР 1989 року чисельність наявного населення села становила 1114 осіб, з яких 473 чоловіки та 641 жінка.
За переписом населення України 2001 року в селі мешкало 1076 осіб.

### Мова
Розподіл населення за рідною мовою за даними перепису 2001 року:
| Мова       | Відсоток |
| ---------- | -------- |
| українська | 92,70 %  |
| російська  | 6,74 %   |
| білоруська | 0,19 %   |
| інші       | 0,37 %   |

## Економіка
- Молочно-товарна і птахо-товарна ферми.
- Сільськогосподарський виробничий кооператив «Україна».

## Об'єкти соціальної сфери
- Школа.
- Будинок культури.
- Амбулаторія сімейного лікаря, колишній фельдшерсько-акушерський пункт.

## Галерея

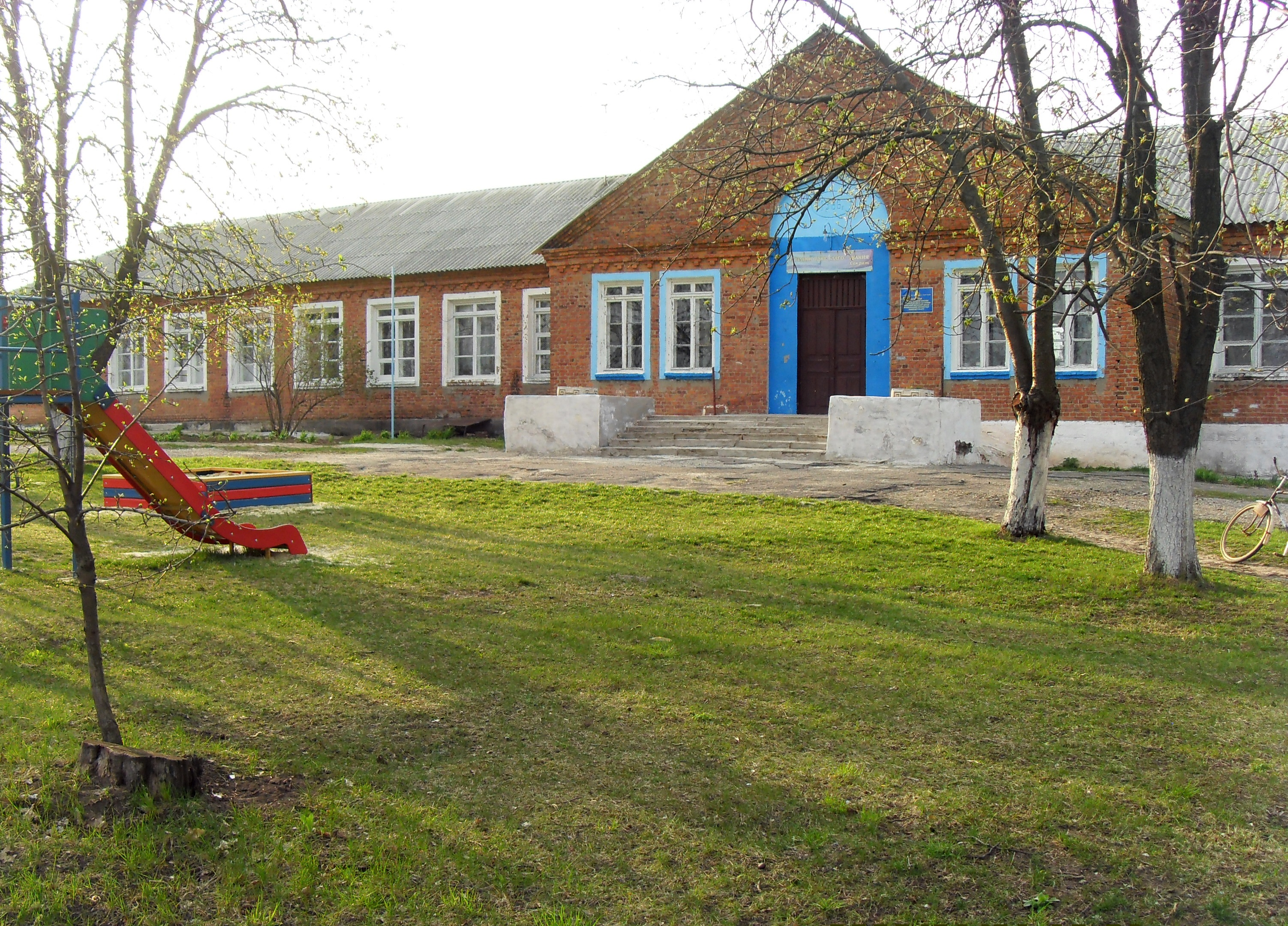
Школа с. Караван.
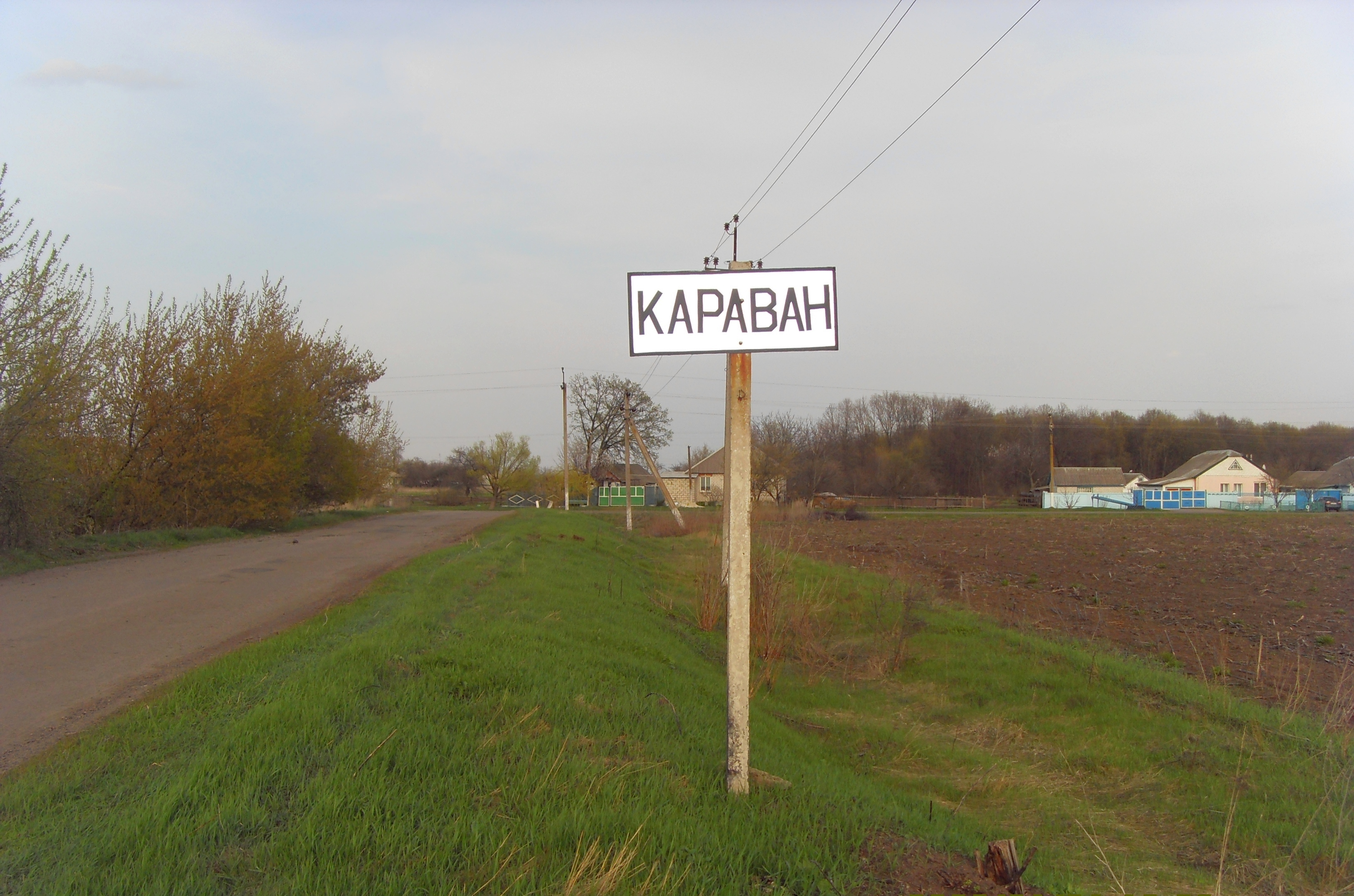
Вказівник с. Караван.
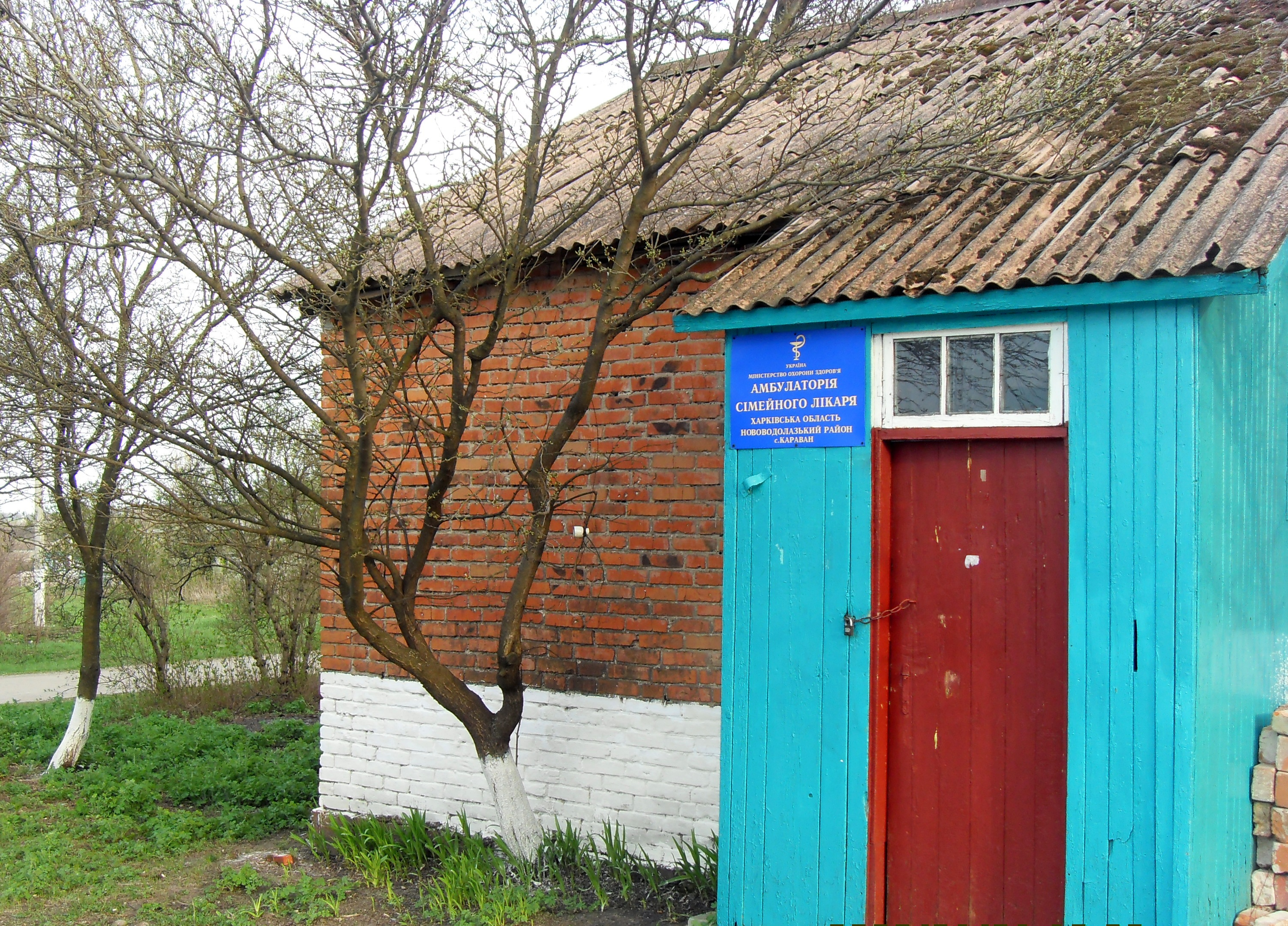
Амбулаторія сімейного лікаря в c. Караван.
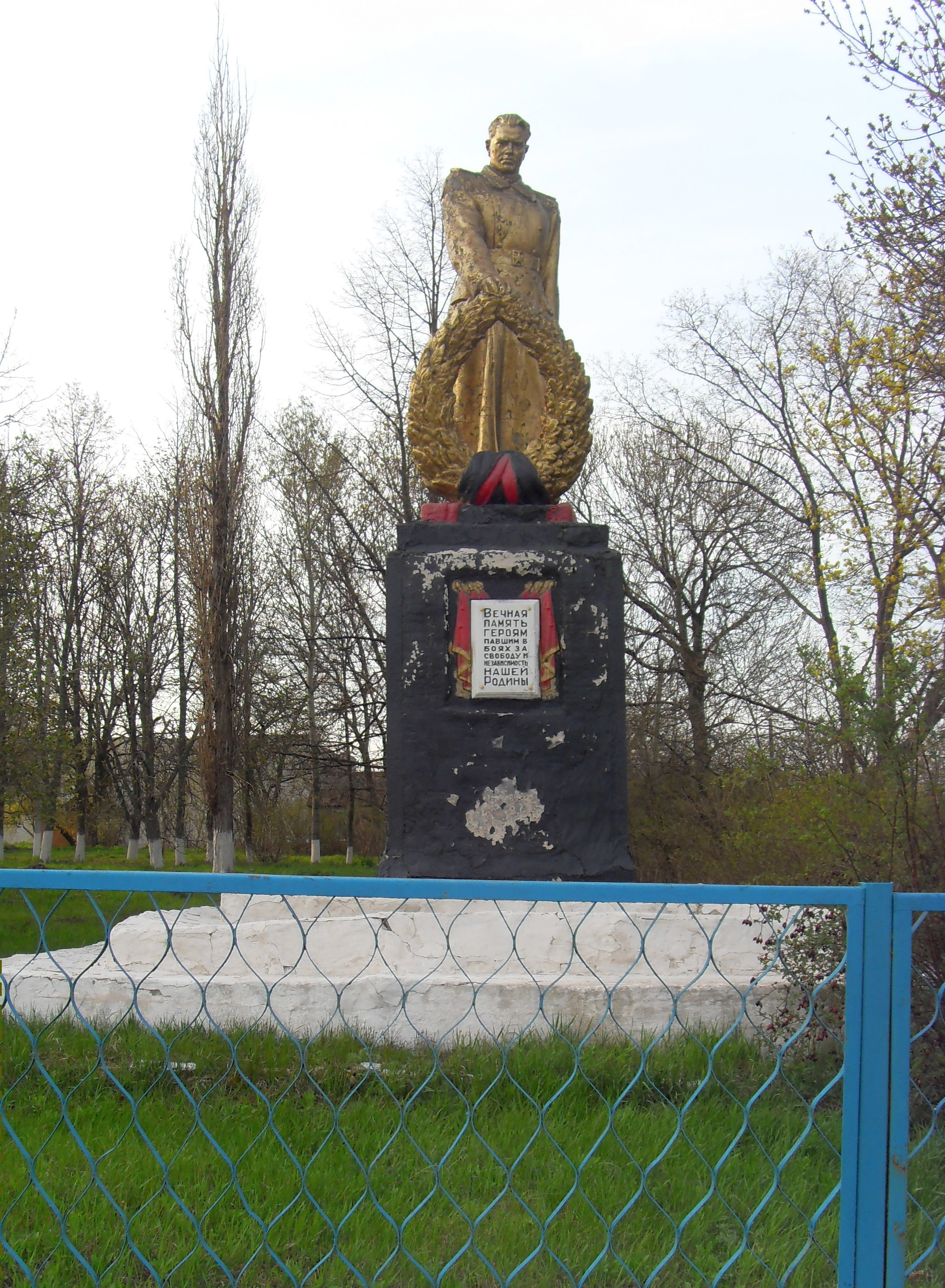
Пам'ятник невідомому солдату в с. Караван.
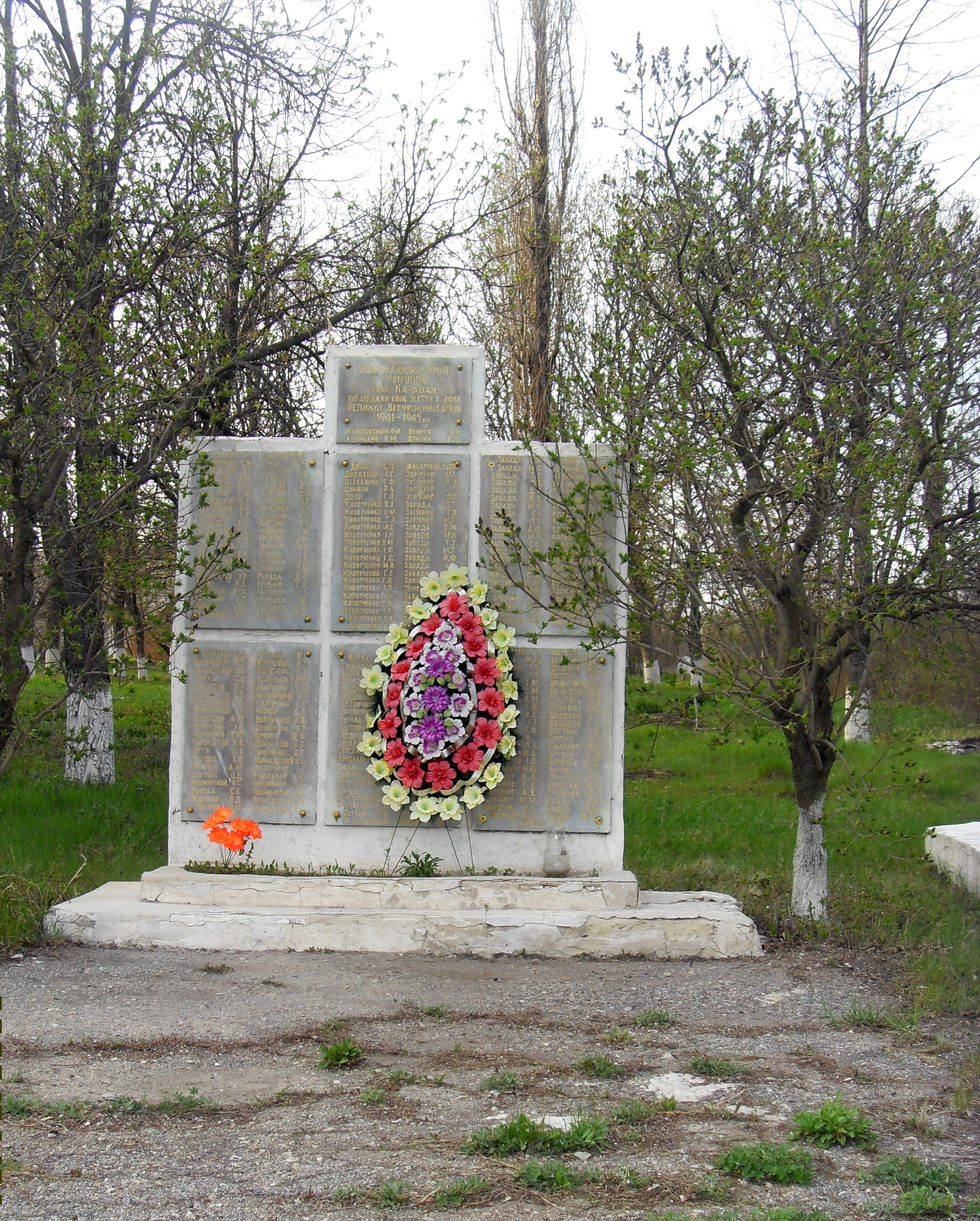
Пам'ятний знак воїнам-односельчанам в с. Караван, 1941-1945.
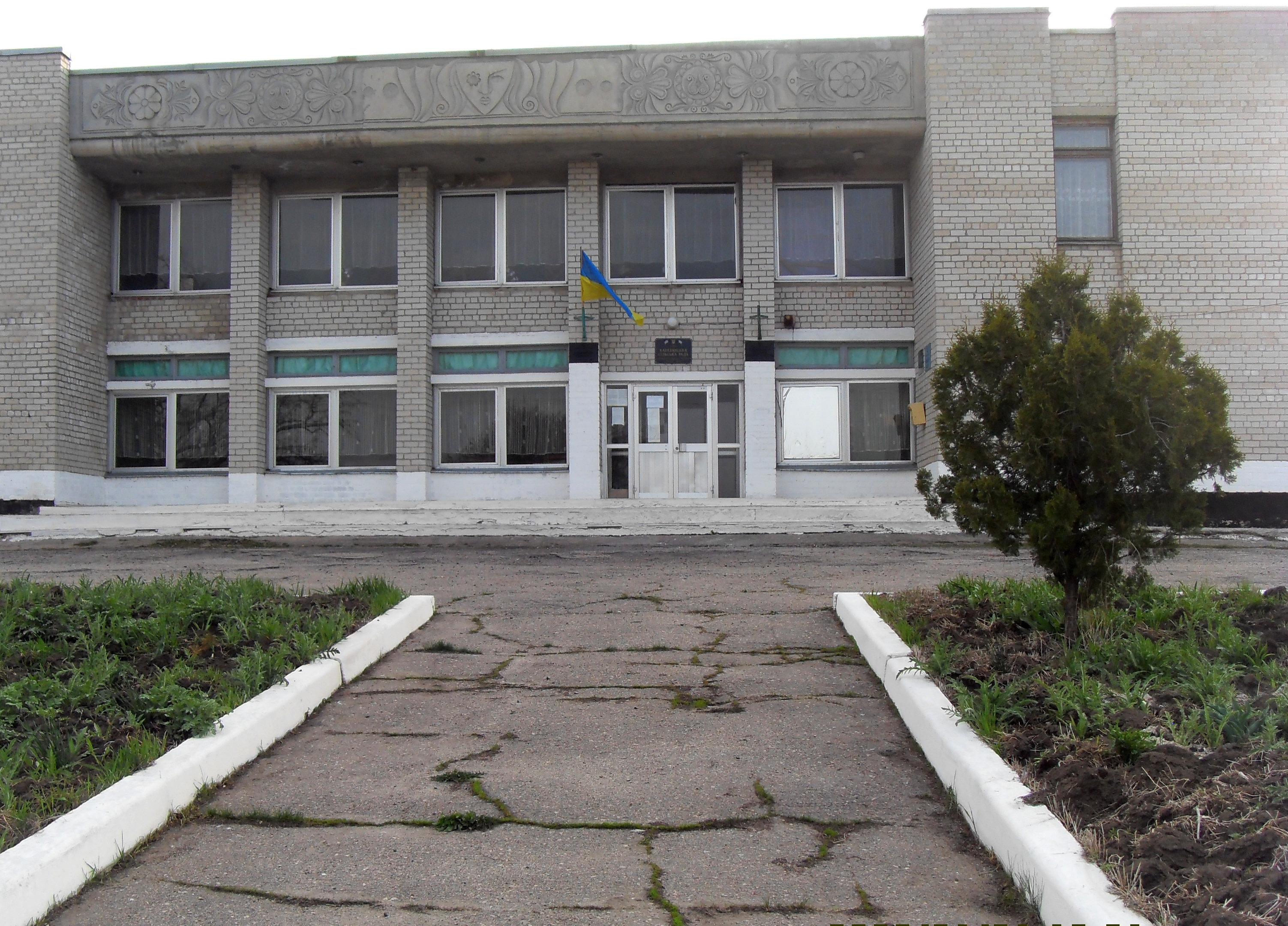
Караванська сільська рада.
Цвинтар в с. Караван.
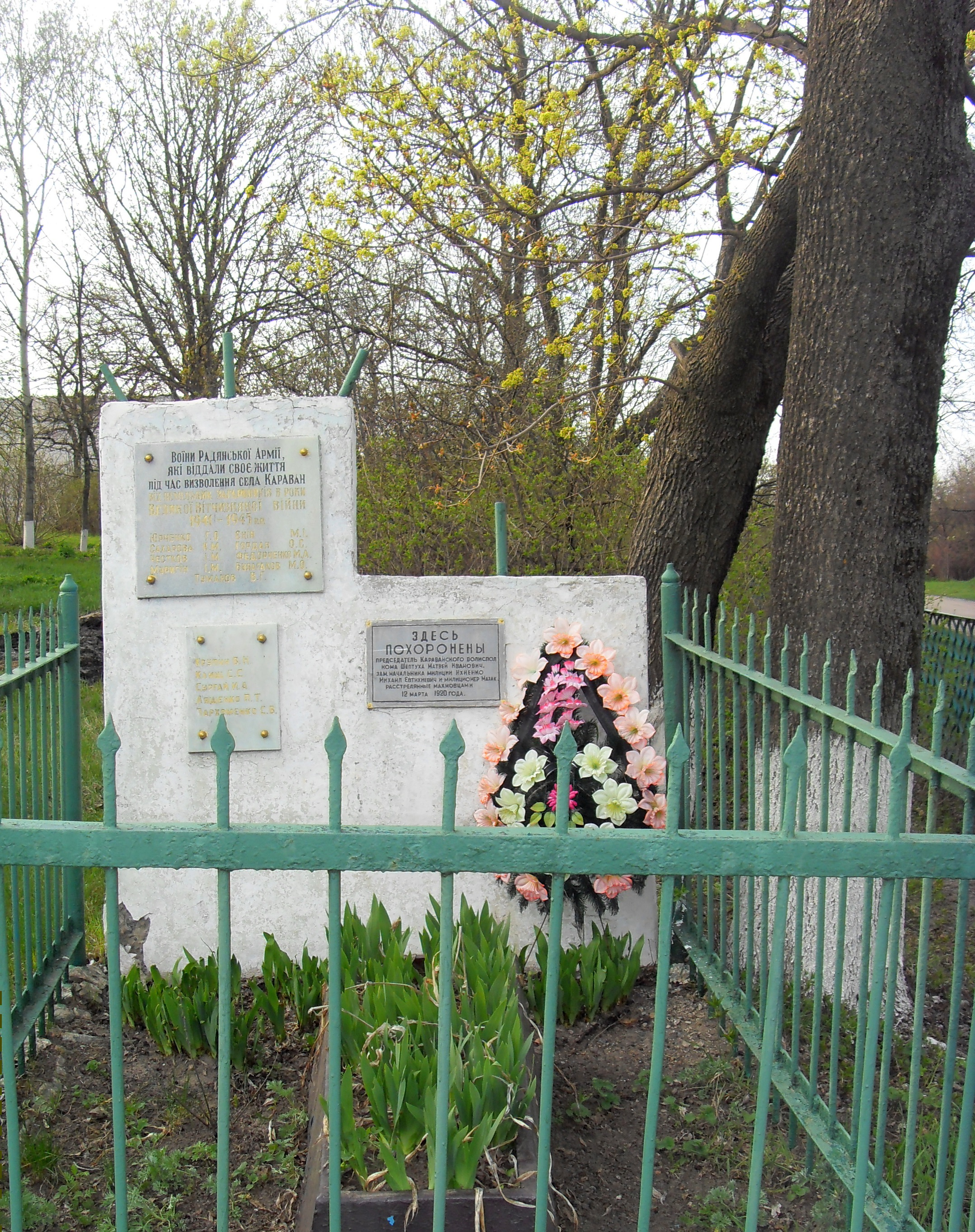
Братська могила радянських воїнів в с. Караван, 1941-1945.
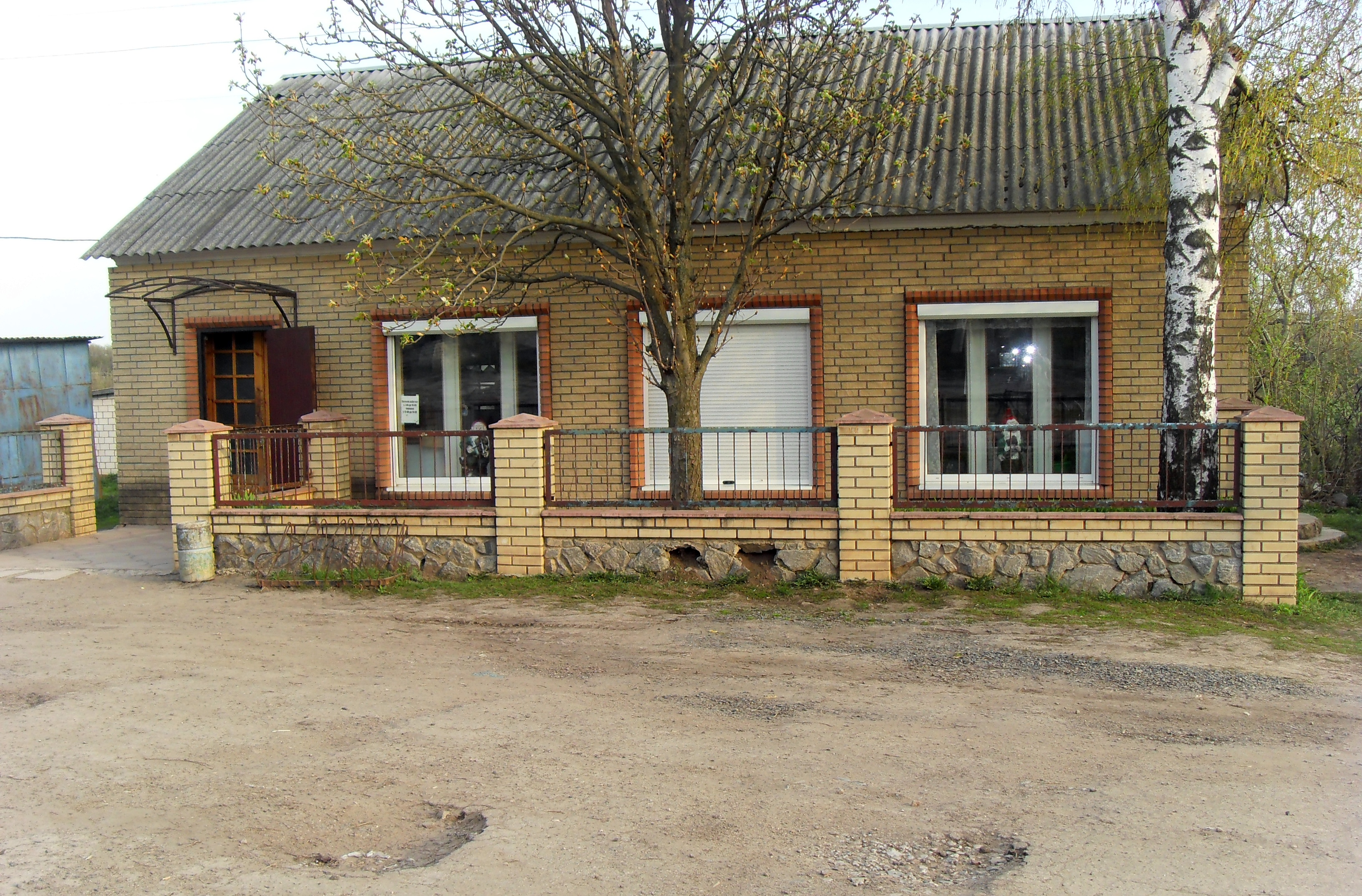
Магазин продовольчих та промислових товарів в с. Караван, 2005.
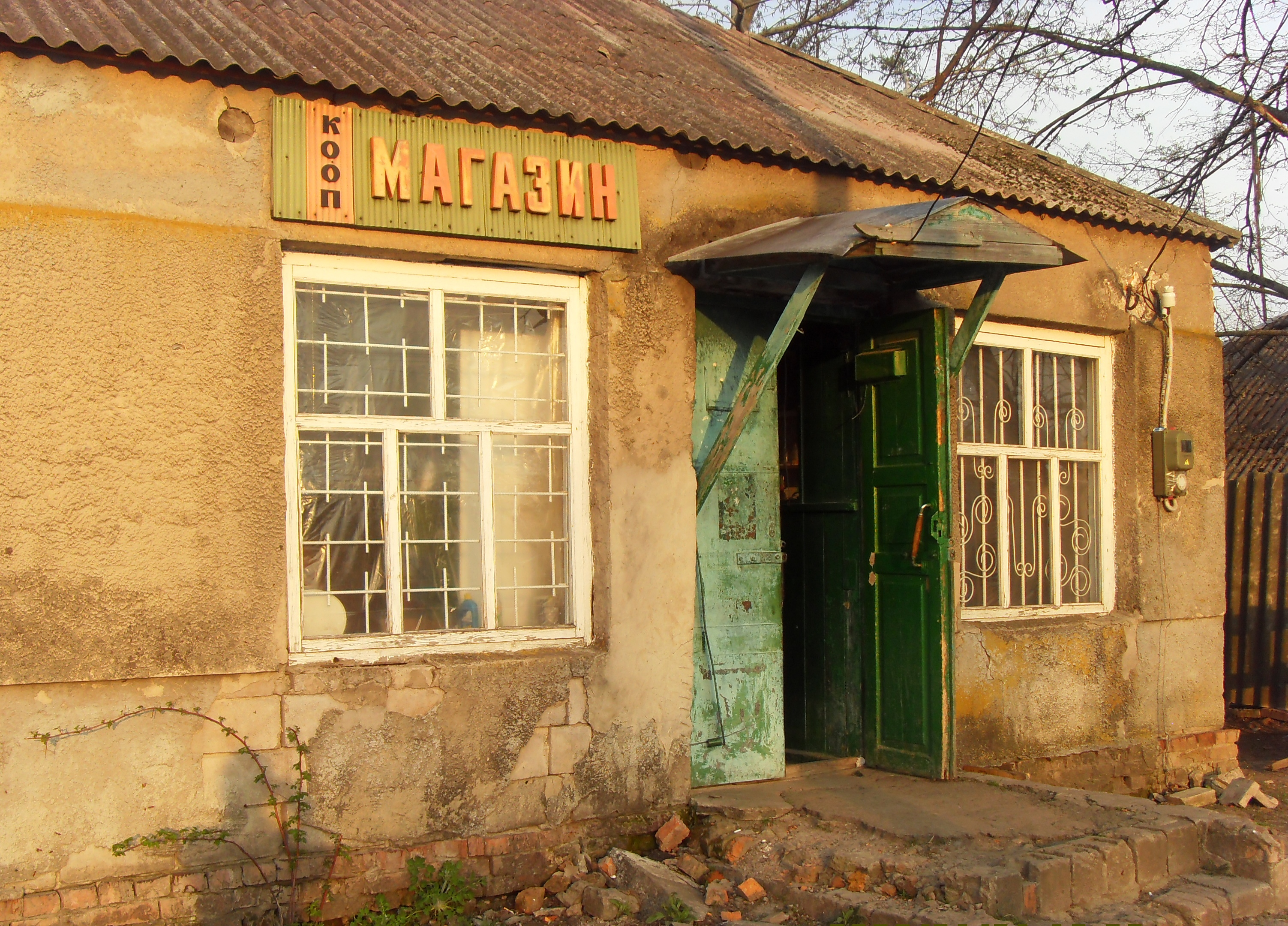
Магазин продовольчих товарів в с. Караван, 1920-ті.
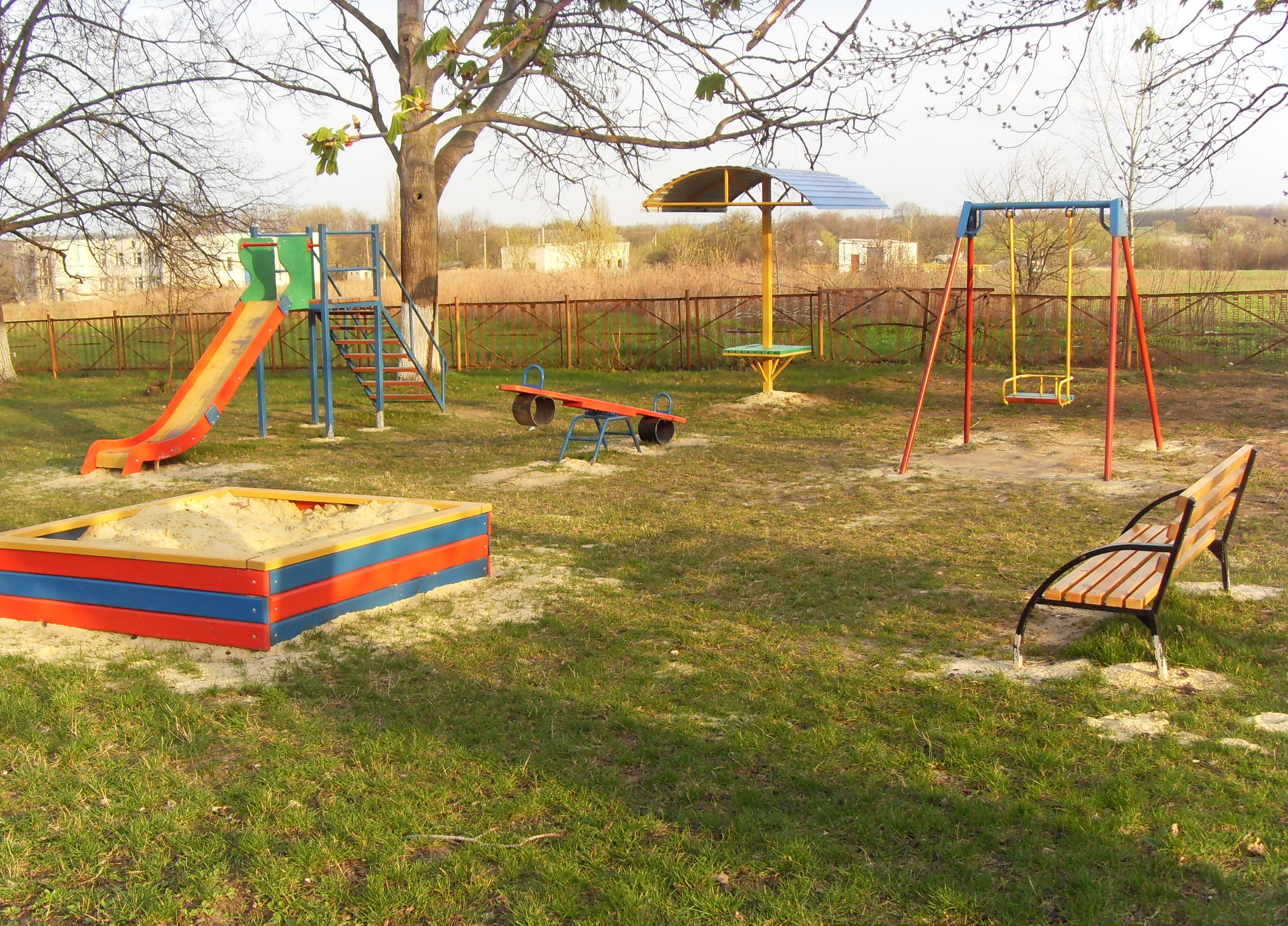
Дитячий майданчик школи с. Караван, 2014.
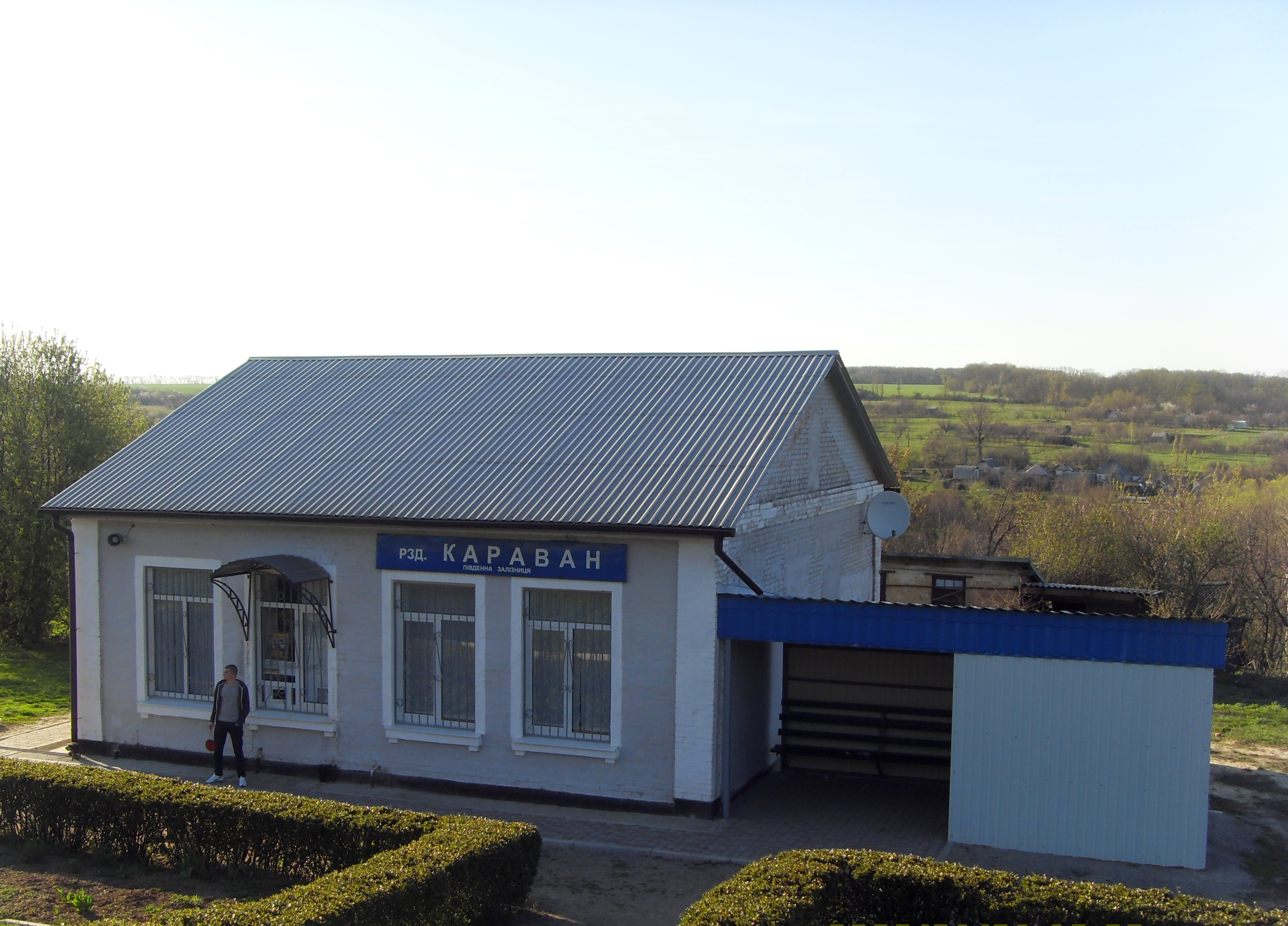
Залізнична станція Караван.